# ليلا المغربية
ليلا المغربية (من مواليد 12 نوفمبر 1981 بمراكش)، مغنية مغربية.

## حياتها
حصلت على ثانوية عامة في المغرب ثم سافرت للدراسة الجامعية حيث درست بالمعهد العالي للتجارة بفرنسا تخصص تسويق مواد التجميل بالتوازي مع دراستها بالكونسرفتوار لأربع سنوات «بيانو كلاسيك»
بدأت خديجة احتراف الغناء في فرنسا، من خلال فرقة موسيقية صغيرة مكونة من شباب مغاربة، كانوا يحيون الحفلات الدينية والوطنية وحفلات المعهد الثقافي العربي في باريس. انتقلت إلى إمارة دبي، حيث عملت في إحدى شركات التجميل. سجلت أول أغنية مصورة عام 1999م حملت اسم «أنت تنور عليا»، شاركت في الدورة الخامسة من مهرجان الأغنية العربية بالقاهرة وأدّت في حفل الافتتاح أغنية Milor ل«اديث بياف» واغنية أخرى بعنوان «حيرانة» وفازت بجائزة لجنة التحكيم.
جمعت ليلا بين الجذور المغربية والحياة في فرنسا والخليج إضافة إلى تأثرها في الفن الشرقي فقدمت أغانيها بلهجات عربية مختلفة في ألبوماتها: «إدلل» عام 2005م إنتاج شركة HAP الكويتية وتوزيع EMI Music الذي كانت من خلاله انطلاقتها في مصر والعالم العربي، اثارت الجدل في هذا الألبوم بعدما صورت أغنية (لهلا يزيد أكثر) في حمام تركي ليطلق عليها الإعلام لقب مطربة الفوطة.
ضم البوم «ليلا 2007» أغنيات مصرية وأغنية خليجية «روح وإنساني»، وفازت أغنية «الحب ديالي» المغربية بجائزة أفضل إنتاج عربي بمهرجان أوسكار الفيديو كليبات بمصر، ثم أصدرت ألبوم «رومانسي 2011» وهو البوم خليجي مغربي كان نهاية تعاونها مع شركة HAP. حرصت ليلا أن تحتوي ألبوماتها على ألوان غنائية عدة باللهجة المصرية والخليجية والفرانكو آراب إضافة إلى الفلكور المغربي كما أهدت المغرب أغنية وطنية بعنوان «هي المغرب بلادي» من كلمات والحان سعيد الإمام وتوزيع عادل عايش.

## أعمالها الفنية

### ألبومات
- إدلل سنة 2005
- ليلا 2007 سنة 2007
- رومانسي سنة 2011

### أغاني منفردة
- 1999/أنت تنور عليا
- 2000/ حيرانة
- 2012 /هي المغرب بلادي
- 2013/ جريت وجاريت (إعادة توزيع)
- 2014/ منبت الأحرار (إعادة توزيع)
- 2014/ تبغيني بزاف /Besame (إعادة توزيع)
- 2015/ عمري ما ننساك يا ماما (إعادة توزيع)